# ليك بروفايدنس (لويزيانا)
ليك بروفايدنس (بالإنجليزية: Lake Providence, Louisiana)‏ هي بلدة أمريكية تقع في الولايات المتحدة في لويزيانا. يقدر عدد سكانها بـ 3,991 نسمة .